# Metta World Peace
Metta Ford Artest (rodné jméno Ronald William Artest, Jr.) (* 13. listopadu 1979, New York, USA) je americký bývalý basketbalista, který hrával v NBA za klub Los Angeles Lakers. Metta World Peace má reputaci jednoho z nejlepších obránců. Zároveň také patří mezi nejkontroverznější hráče v lize. Známým po celém světě se stal jako ústřední postava bitky s fanoušky Detroitu Pistons přímo v zápase.
V září 2011 oficiálně změnil své jméno Ron Artest na Metta World Peace, tedy Světový mír. Svým příjmením chce inspirovat mladé lidi na celém světě. Jeho jméno Metta je buddhistický výraz pro laskavost a přátelskost.

## Kariéra
Ron Artest se narodil v New Yorku (část Queens). Už od dětství hrával basketbal, a když byl starší, hrál za St. John´s University, kde o sobě dal skautům vědět.

### Chicago Bulls
Byl draftován v roce 1999 klubem Chicago Bulls jako 16. v pořadí. Už v první sezóně byl jmenován do nejlepší pětky nováčků, když měl průměry 12.0 bodů, 4.8 doskoků a 1.6 zisků na zápas. Byl také za působení v Chicagu nejoblíbenějším hráčem Michaela Jordana. V Chicagu nakonec odehrál dvě a půl sezóny.

### Indiana Pacers
V roce 2002 byl Artest společně s Ronem Mercerem, Bradem Millerem a Kevinem Olliem vyměněn do Indiany za Jalena Rose, Travisa Besta, Normana Richardsona a výběr ve druhém kole následujícího draftu. V Indianě začal být oporou jak v útoku, tak obraně. V roce 2003/2004 odehrál svoji nejlepší sezónu v Indianě, dosáhl průměrů 18.3 bodů, 5.7 doskoků, 3.7 asistencí a 2.1 zisků na zápas. S Indianou nakonec došel až do finále konference. V téhle sezóně také dostal cenu pro nejlepšího obránce ligy.

#### Bitka s fanoušky Detroit Pistons
Dne 19. listopadu 2004 se Artest stal ústřední postavou proslulé bitky s fanoušky přímo v zápase.
V dohrávaném zápase proti Detroit Pistons tvrdě fauloval protihráče Bena Wallace. Ten do Artesta tvrdě strčil, strhla se menší roztržka mezi hráči obou týmů. Artest si mezitím provokativně lehl na stolek časoměřičů, a dělal, že ho nic nezajímá. Když už to vypadalo, že situace je uklidněná, hodil mu jeden fanoušek kelímek plný pití přímo do obličeje. To Artesta vyprovokovalo natolik, že se na fanouška vrhl a začal ho mlátit. V tu chvíli se do bitky zapojili přihlížející diváci a Artestův spoluhráč Stephen Jackson, který mu přispěchal na pomoc. Když bitka v hledišti ustála, Artest na palubovce inzultoval dalšího fanouška, kterého následně praštil pěstí také další spoluhráč Jermaine O'Neal. Zápas musel být kvůli incidentu předčasně ukončen. Vedení NBA všem hráčům, kteří se podíleli na bitce, vyměřilo tvrdé tresty. Artest dostal nejtvrdší trest v historii NBA, nesměl hrát do konce sezóny (73 zápasů, a následné play off).

#### Sezóna po suspendaci
V sezóně 2005/2006 se Artest vrátil zpět do sestavy Indiany a znovu předváděl velmi dobré výkony. Jenomže brzy začal kritizovat trenéra Ricka Carlisla za příliš defenzivní strategii ve hře. Tyto neshody měly za následek, že požádal Indianu o přestup do jiného týmu. A to se také 24. ledna 2006 stalo, když byl vyměněn do Sacramenta Kings za Predraga Stojakoviće.

### Sacramento Kings
Před získáním Artesta se Sacramento potácelo v krizi. Tým měl zápornou bilanci 17 výher a 24 proher. Ovšem od jeho příchodu tým vyhrál 14 z 19 zápasů. Artestovi se nakonec podařilo zpevnit obranu Sacramenta a dovést tým do play off, kde v prvním kole prohrál se San Antoniem Spurs. Jeho další dvě sezóny byly sice z hlediska jeho osobních statistik nejúspěšnější, ale týmu to moc nepomohlo, neboť v obou sezónách Kings nepostoupili do play off. V průběhu těchto sezón se několikrát spekulovalo o jeho přestupu. Po sezóně 2007/2008 Artest překvapivě podepsal hráčskou opci na další sezónu, ale pár týdnu po podpisu prohlásil, že to byla velká chyba. Jeho prohlášení se nelíbilo majitelům Sacramenta a začali jednat o jeho přestupu. Sacramento nakonec 21. srpna 2008 Artesta vyměnilo do Houstonu za veterána Bobbyho Jacksona (v pozadí trejdu byli ještě další 3 mladí začínající hráči a právo 1. kola draftu pro Sacramento).

### Houston Rockets
Po příchodu do Houstonu Artest pozměnil svůj styl. Rapidně se mu zvětšil počet střeleckých pokusů z dálky. Díky přítomnosti podkošového spoluhráče Yao Minga méně zakončoval střelu nájezdem pod koš než v minulých týmech. V sezóně 2008/2009 měl nejlepší kariérní průměr trojkových pokusů (41 %). Ovšem jeho defenzivní statistiky se dostaly na nejmenší průměry v kariéře (1,6 zisku na zápas a 0,4 bloku na zápas). I tak je pořád považován za jednoho z nejlepších obránců ligy.

### Los Angeles Lakers
Po sezoně v Houstonu se Artest rozhodl podepsat tříletou smlouvu s klubem Los Angeles Lakers. V roce 2011 si změnil jméno na Metta World Peace.

### New York Knicks
V roce 2013 byl amnestován a následně podepsal roční smlouvu s klubem New York Knicks.

### Los Angeles Lakers podruhé
V roce 2015 se po angažmá v čínském klubu Sichuan Blue Whales a italském Pallacanestro Cantù do Los Angeles Lakers vrátil.

## Kontroverze
Metta World Peace byl předmětem mnoha kontroverzí ve svém hráčském i osobním životě. Zde je pouze zlomek výpisu jeho kontroverzí:
- V roce 2003 při odchodu do šatny zlostí rozbil televizní kameru. Dostal stopku na 3 zápasy a kameru musel zaplatit.
- V sezóně 2002/2003 byl potrestán na 4 zápasy, kvůli slovním útokům na trenéra soupeře přímo v zápase a také, že vztyčil oba prostředníčky na obecenstvo.
- Na začátku sezóny 2004/2005 požádal trenéra, aby mu dal měsíc volna, které by využil pro propagaci svého nového rapového alba. Od týmu dostal dvouzápasový distanc.
- V sezóně 2006/2007 během zápasového roadtripu po východním pobřeží mu úřady odebraly psa, protože o něho nebylo dobře postaráno.
- V roce 2007 byl manželkou obviněn z domácího násilí. Artest se za svůj prohřešek později omluvil. Jako trest dostal 10 dnů prospěšných prací, v další sezóně si pak odpykal sedmizápasový trest.

## Zajímavosti
- Jako jediný hráč v NBA používal německou značku bot k1x.
- Často mění čísla na dresu. Ve své kariéře v NBA již nosil čísla 15, 23, 37, 91, 93 a 96.
- Jako rapový zpěvák vydal 2 alba.
- V play off 2009, ve kterém v 1. kole Artestův Houston vyřadil Portland Trail blazers, Artest prohlásil, že mladý hráč Portlandu Brandon Roy je nejlepší basketbalista proti kterému kdy hrál (ve své kariéře hrál i proti Michaelu Jordanovi).[8]